# 녹연광
녹연광(綠鉛鑛) 또는 피로모르파이트(Pyromorphite)는 Pb5(PO4)3Cl으로 구성된 광물종으로, 때로는 납 광석으로 채굴될 만큼 풍부하게 산출된다. 결정은 흔하며, 육각기둥의 기저면으로 끝나는 형태를 띠고, 때로는 육각형 피라미드의 좁은 면과 결합된 형태를 보인다. 통 모양의 곡률을 가진 결정도 드물지 않다. 구형 또는 콩팥 모양의 덩어리도 발견된다. 녹연광은 인회석 계열의 광물에 속하며, 미메타이트(Pb5(AsO4)3Cl)와 갈연석(Pb5(VO4)3Cl)이라는 두 광물과 물리적, 화학적으로 매우 유사하다. 외형적 특징이 매우 유사하여 일반적으로 화학적 검사를 통해서만 구분할 수 있다. 이전에는 녹색 납 광석과 갈색 납 광석(독일어: Grünbleierz, Braunbleierz)이라는 이름으로 혼동되었다.
녹연광은 1784년 마르틴 하인리히 클라프로트에 의해 화학적으로 처음 발견되었고, 1813년 J. F. L. 하우스만에 의해 피로모르파이트(pyromorphite)라는 이름이 붙여졌다. 이 이름은 용융 후 결정화되는 특성 때문에 그리스어 'pyr(불)'과 'morfe(형태)'에서 유래되었다.
페실로미세스 자바니쿠스(Paecilomyces javanicus)는 납으로 오염된 토양에서 채집된 곰팡이로, 녹연광의 생물광물을 형성할 수 있다.

## 같이 보기
- 광물 목록